# Мекензиевы горы (станция)
Меке́нзиевы го́ры — узловая грузовая и пассажирская железнодорожная станция на электрифицированном участке между Симферополем и Севастополем в Нахимовском районе Севастополя. Находится в четырёх километрах к северу от вершины Севастопольской бухты и в 24 километрах от почтамта Севастополя.

## История
Согласно «Памятной книжке Таврической губернии на 1900 год», на станции Мекензиевы-Горы совершал трёхминутную остановку Севастопольский почтовый поезд № 3 с вагонами I, II и III классов.
От станции Мекензиевы горы отходит несколько подъездных железнодорожных путей на Северную Сторону. Названа по высотам (Мекензиевы горы) в районе станции (а те, в свою очередь, в честь основателя Севастополя контр-адмирала Ф. Ф. Мекензи). Планируется строительство новой ветки с учётом возросших потребностей порта, обслуживаемого станцией. Мекензиевы горы — припортовая станция, в структуре перевозок значительную долю занимает зерно.
Во время обороны Севастополя в 1941 1942 годах, и в 1944 году — при освобождении города и полуострова, здесь происходили ожесточённые бои между советскими и гитлеровскими войсками, станция переходила из рук в руки по несколько раз.
К станции примыкает жилой микрорайон Мекензиевы горы.